# قسم المركزي (سقز)
قسم المركزي (بالكردية: ناوچەی ناوەندی) هي قسم في مقاطعة سقز، محافظة كردستان في إيران. حسب إحصاءات سنة 2006، بلغ إجمالي السكان في قسم المركزي 163,999 نسمة وعدد المساكن بلغ 37,714 مسكن.